# 紀元前818年
紀元前818年（きげんぜん18ねん）は、西暦による年。

## 他の紀年法
- 干支 : 癸未
- 中国
  - 周 - 宣王10年
  - 魯 - 武公8年
  - 斉 - 厲公7年
  - 晋 - 献侯5年
  - 秦 - 荘公4年
  - 楚 - 熊徇4年
  - 宋 - 恵公13年
  - 衛 - 釐侯37年
  - 陳 - 釐公14年
  - 蔡 - 夷侯20年
  - 曹 - 戴伯8年
  - 燕 - 釐侯9年
- 朝鮮
  - 檀紀1516年
- ユダヤ暦 : 2943年 - 2944年
- アッシリア暦 : 3933年
- 人類紀元 : 9183年